# Dumuzi i Enkimdu
Dumuzi i Enkimdu era un poema mític mesopotàmic on els déus Dumuzi i Enkimdu, lluiten per l'amor de la deessa Inanna.

## Història
Inanna era una deessa molt bonica i es van enamorar d'ella dos déus, Dumuzi que era el déu de la fertilitat i el creixement, i protector dels pastors i Enkimdu que era el déu de l'agricultura. La rivalitat que es va establir entre els dos per veure qui s'emportava la deessa era molt forta. Va resultar però, que Dumuzi era agressiu mentre que Enkimdu era amable i gentil. Inanna es decantava per Enkimdu, que la tractava més bé. Aleshores, Dumuzi veient com la perdia, va començar a mostrar la seva extraordinària força. Enkimdu, tement per la seva vida, va demanar-li a Inanna que es casés amb Dumuzi i es va retirar de la disputa amistosament, celebrant el futur matrimoni amb regals diversos. Per altres poemes sabem que després de la boda, Dumuzi va morir. Podria ser que el déu agricultor Enkimdu, que sembla gelós d'ell, el matés.

## Possible relació amb Caín i Abel

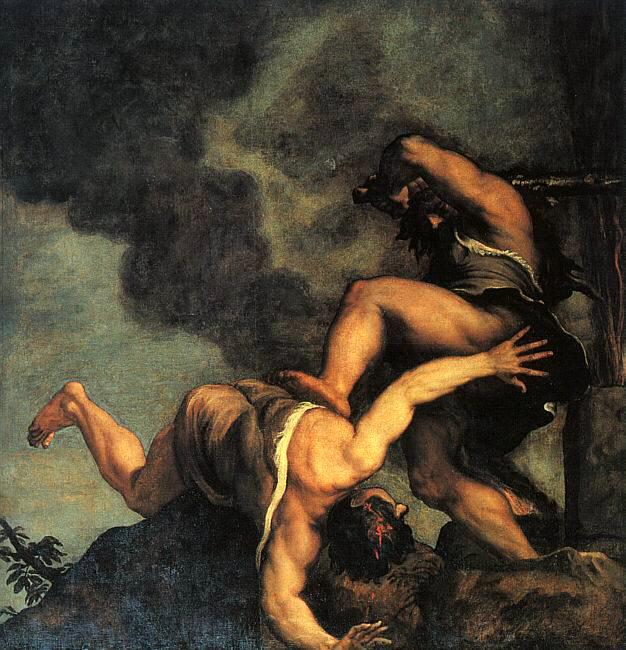
Ticià: Caín i Abel. (1570/76, Santa Maria della Salute, Venècia)

Alguns teòlegs i historiadors veuen una possible relació entre el relat de Dumuzi i Enkimdu
i el relat de Caín i Abel de la Bíblia. El fet que Abel era pastor i Dumuzi era el déu protector dels pastors i Caín fos agricultor i Enkimdu fos el déu de l'agricultura, i per altra banda la seva rivalitat per agradar, en un relat a la deessa Inanna, i en l'altre relat a Jehovà. Tot fa sospitar que el relat de Caín i Abel, que segurament és un recull de les lluites entre pastors i agricultors, va ser una adaptació del text original mesopotàmic per part dels escribes de la Bíblia.